# Sentiero delle forcelle
La sentiero delle forcelle (in tedesco Klettersteig Paternkofel o Schartensteig) è una via attrezzata che attraversa il gruppo del monte Paterno nelle Dolomiti del parco naturale Tre Cime.

## Principali caratteristiche

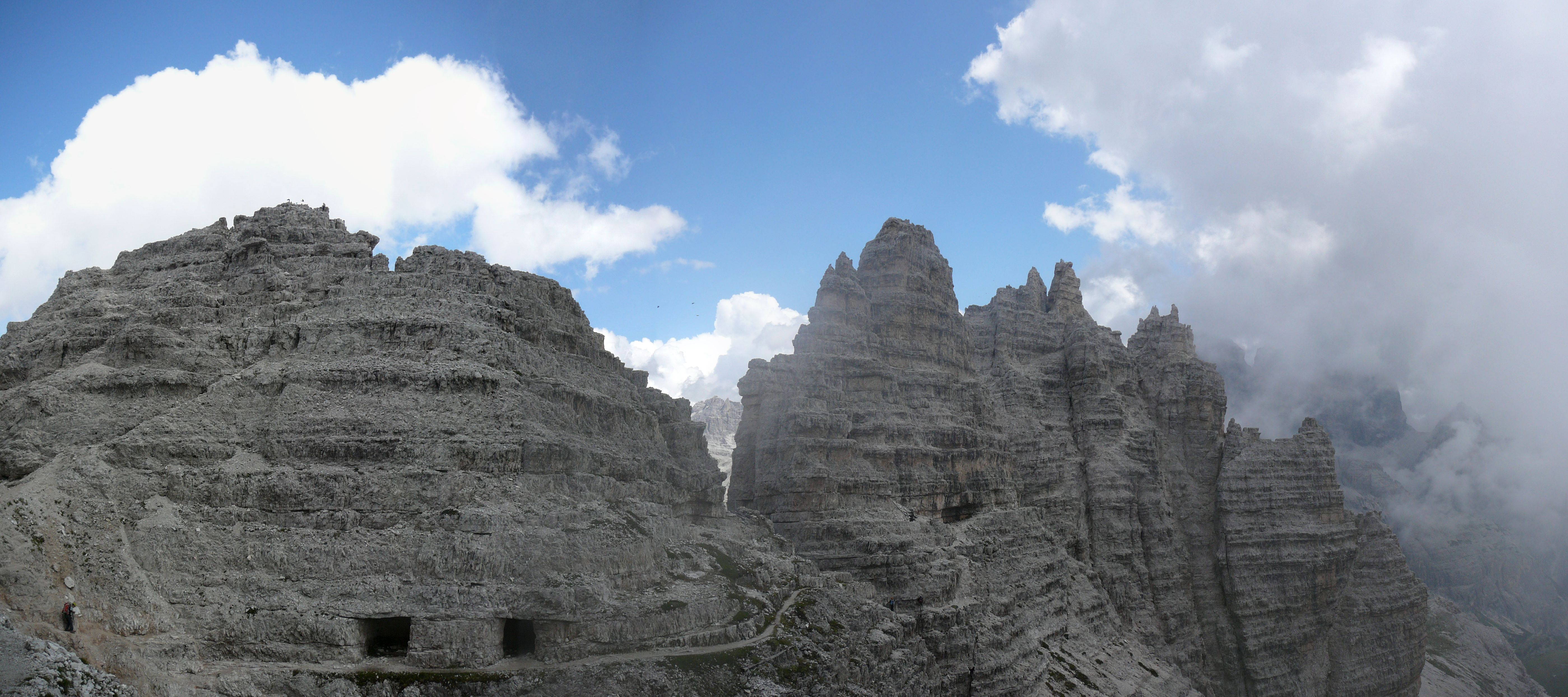
Inizio del sentiero delle forcelle

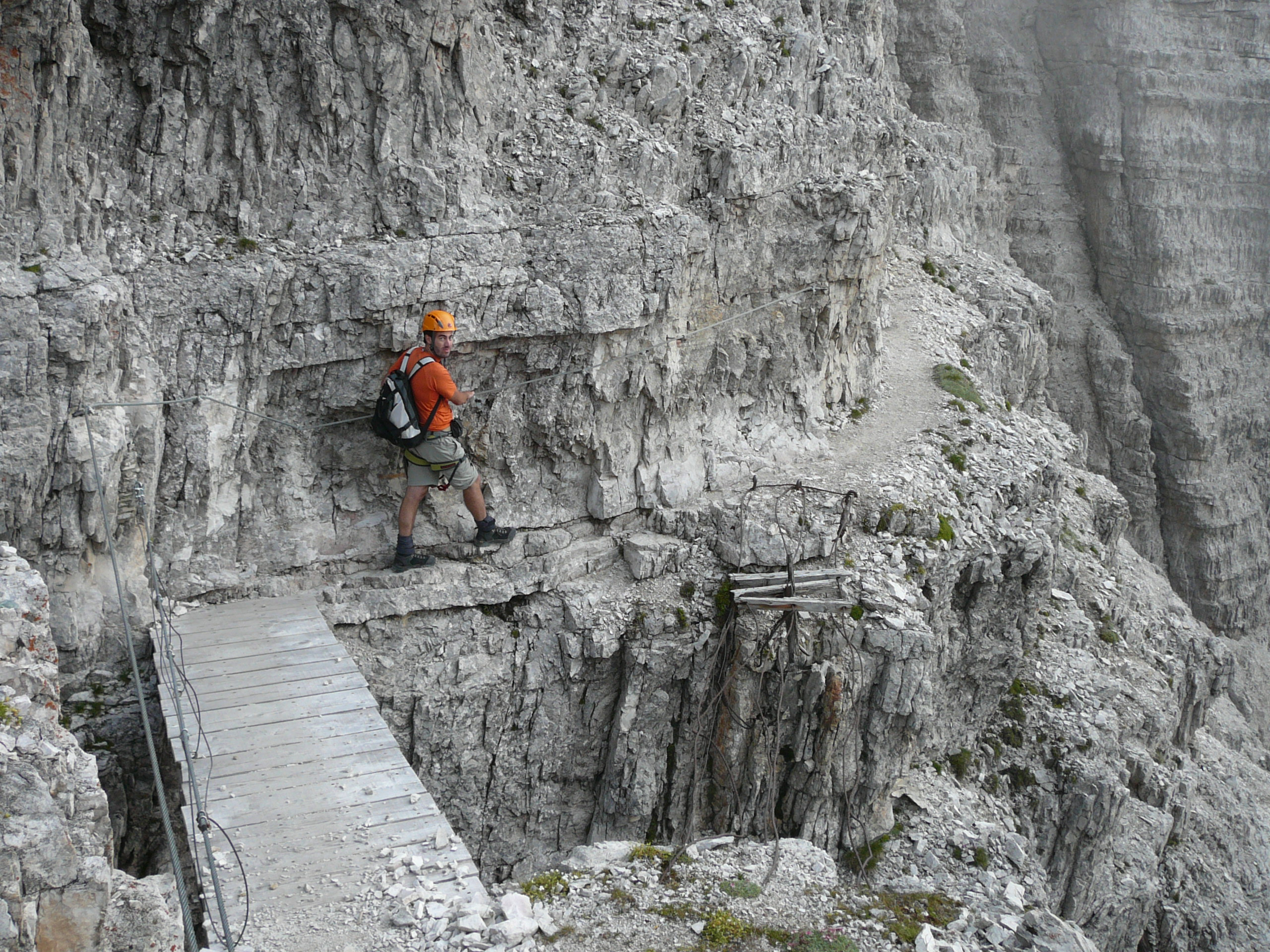
Uno dei passaggi più suggestivi del sentiero

- Difficoltà: è un facile sentiero attrezzato
- Punto di partenza: forcella dei Camosci (2.653 m)
- Punto di arrivo: forcella Pian di Cengia (2.522 m)
- Periodo: da giugno a ottobre, tenendo in considerazione il livello d'innevamento
- Frequentazione: alta

## Descrizione
Dalla vetta del monte Paterno, dopo aver pienamente goduto del panorama sulle Tre Cime di Lavaredo, bisogna ridiscendere per la stessa via, sino alla precedente forcella dei Camosci (2.653 m). Da qui si continua il percorso seguendo per il "sentiero attrezzato delle Forcelle", che come il nome preannuncia porta attraverso una serie di sali e scendi, a volte attrezzati, alla forcella dei Laghi. Il tutto inizia con una lunga cengia dove si incontrano spesso tracce di guerra. Si superano alcune roccette, strettoie e ponticelli di legno fino a raggiungere la forcella dei Laghi (2550 m). Da qui si procede ancora con un sali e scendi anche su tratti attrezzati, fino a che si passa dal lato opposto, per arrivare ai prati dove si conclude il percorso.
Procedendo si trova un sentiero che riporta al rifugio Locatelli (il 101) passando a nord del Paterno. Per tornare invece al rifugio Auronzo, continuare per un pezzo in direzione del rifugio Pian di Cengia, scorgendo in breve sotto di noi una vistosa stradina, è il sentiero 104; lo si raggiunge in breve scendendo lungo una flebile traccia che scende un facile ghiaione; alternativamente, proseguendo lungo il sentiero si arriva alla forcella di Cengia (2.562 m), quindi all'omonimo rifugio.

## Strutture ricettive
- Rifugio Antonio Locatelli (Dreizinnenhütte in tedesco)
- Rifugio Auronzo
- Rifugio Pian di Cengia (Büllelejochhutte in tedesco)